# Contramaestre Casado (A-01)
El Contramaestre Casado (A-01) es un buque auxiliar de la Armada Española catalogado como transporte ligero (en origen, era un buque mercante construido en Suecia en 1951) y que estuvo en servicio en la Armada desde 1982 hasta 2025.

## Historial

### Como buque mercante
Fue construido en los astilleros de Eriksberg M/V A/B, de Gotemburgo, por encargo de la naviera sueca Trelleborg Angfartygs, bajo el nombre de Leeward Islands. Entró en activo en 1953. En 1964 fue vendido a la naviera noruega Fred Olsen, en la que con el nombre de Bajamar estuvo cuatro años, momento en el que fue vendido como consecuencia de una crisis económica de la naviera a la también compañía noruega Naavik, que lo rebautizó Bonzo. En ella permaneció hasta 1972 en que pasó a la bandera de conveniencia de Bahamas bajo el nombre de Fortuna Reefer, siendo propiedad de la Refrigerated Express Service. En 1975 lo adquirió la Latan Shipping, de Panamá, que lo dedicó al tráfico ilegal de contrabando, fue capturado en una ría gallega por la corbeta de clase Descubierta Vencedora en el transcurso de una operación conjunta con el Servicio de Vigilancia Aduanera. Fue llevado a Vigo el 11 de agosto de 1982, donde desembarcó su cargamento.

### En la Armada Española

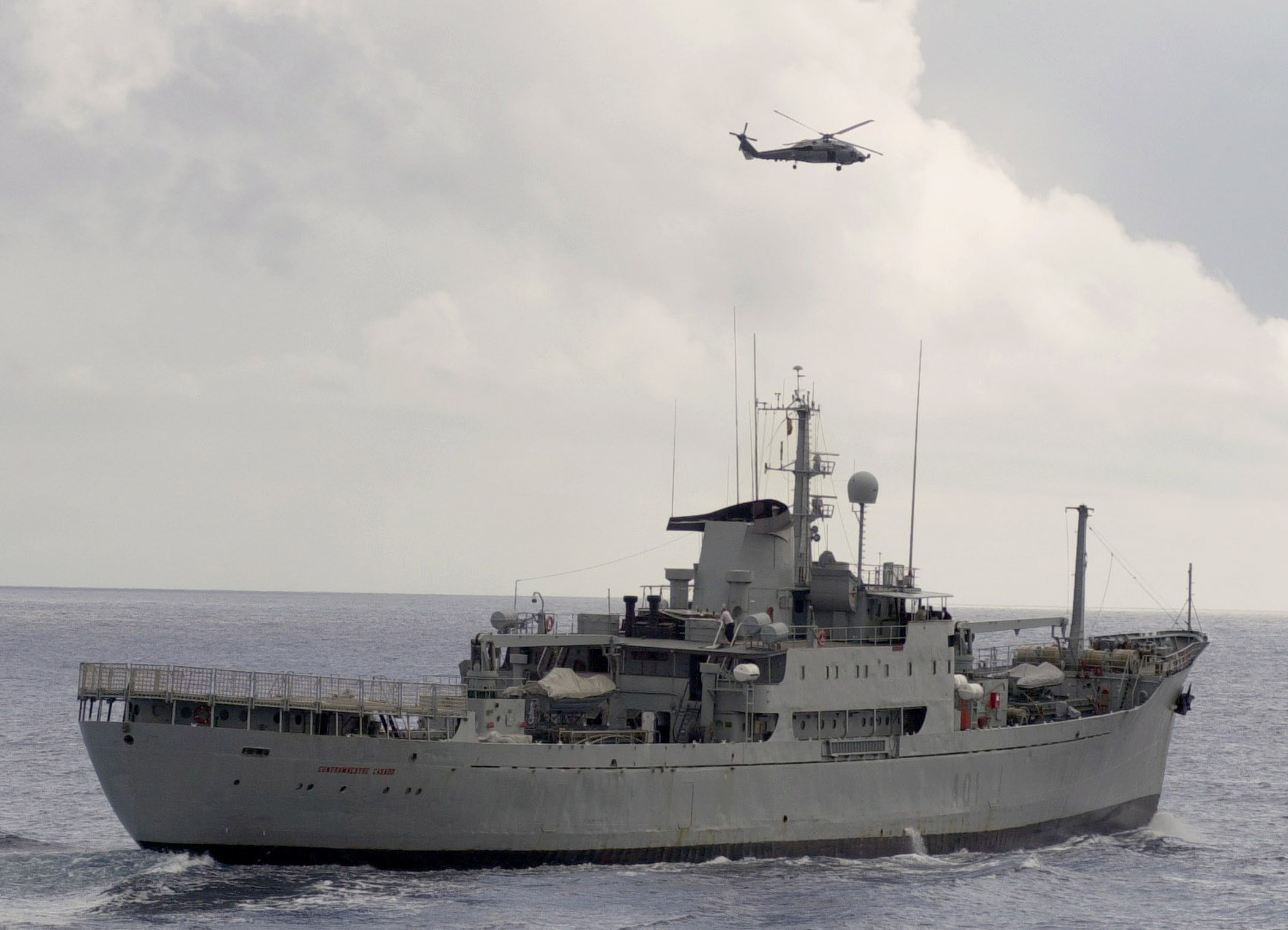
El Contramaestre Casado (A-01) navegando en el año 2003.

El buque quedó intervenido, y después de algunos meses abandonado por sus propietarios, fue adquirido por la Armada Española en subasta pública el 22 de noviembre de 1982. Fue dado de alta en la lista de buques de la Armada por Orden ministerial 324, Diario Oficial 292/82, fue renombrado con el nombre de Contramaestre Casado, en honor a un militar condecorado en la Batalla naval de Santiago de Cuba.
Durante la transformación para su empleo como transporte auxiliar, sufrió un incendio que pudo ser sofocado. Entre otras obras, destaca la instalación de una cubierta de vuelo a popa, con capacidad para operar un helicóptero medio del tipo Agusta-Bell AB 212. Dispone de dos grúas con una capacidad de carga de 5 toneladas cada una de ellas, así como de bodegas de carga para una capacidad total de carga de 2743 t y cámaras frigoríficas.

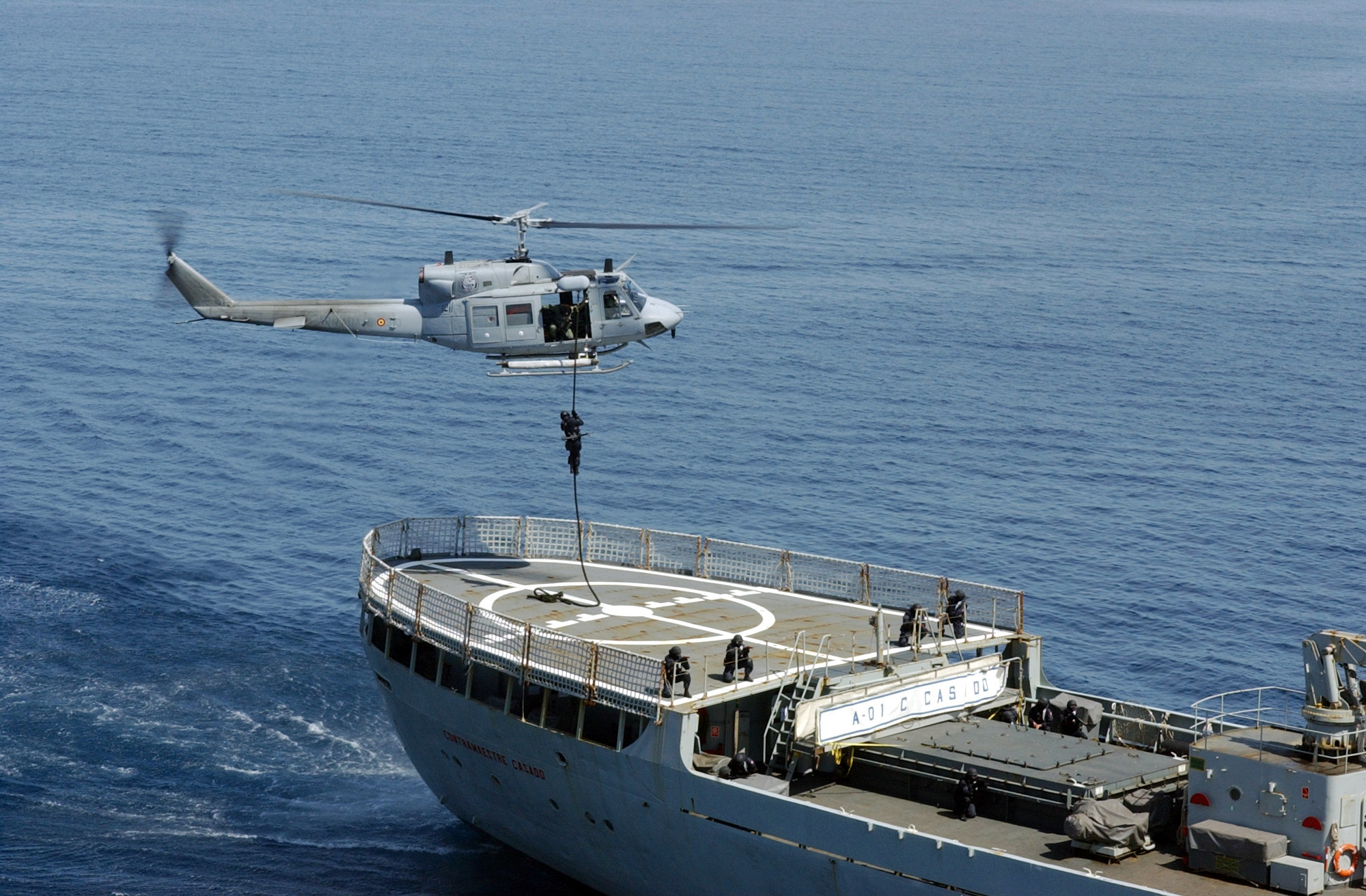
Un helicóptero AB-212 de la Armada de España sobre el Contramaestre Casado, año 2007.

Entre sus misiones habituales en la armada está:
- El transporte de material y munición para el Ejército de Tierra y la Armada Española entre los diversos puntos de la geografía española.

- El transporte de patrulleras del Servicio Marítimo de la Guardia Civil a diversos países africanos en apoyo a lucha contra la inmigración y seguridad marítima. También ha sido escenario de entrenamiento para la UEI de la Guardia Civil y los GEO de la Policía Nacional.

- La colaboración con el Instituto Hidrográfico de la Marina para el cual suele realizar el transporte de las embarcaciones hidrográficas Astrolabio (A-91) y Escandallo (A-92) a las diversas zonas del litoral español en donde realiza sus trabajos.

- El traslado de los componentes de los diversos Tercios de la Legión Española a la ciudad de Málaga para que participen en la procesión de la Pontificia y Real Congregación del Santísimo Cristo de la Buena Muerte y Ánimas y Nuestra Señora de la Soledad.

En septiembre de 2012, participó en el ejercicio de cooperación en seguridad marítima Seaborder-2012 en aguas de la Bahía de Cádiz, en el que participaron unidades de Argelia, Italia, Libia, Marruecos, Portugal, España y Túnez.
En mayo de 2013 realizó en el Puerto de Málaga el ejercicio MARSEC con Guardia Civil, Policía Nacional, Sanidad Exterior, Autoridad Portuaria de Málaga, Cruz Roja Española y Protección Civil entre otros.[cita requerida]
Tiene su base en la Base Naval de Rota, Rota (Cádiz).